# Blaue Flagge (Gütezeichen)

Das Logo Blaue Flagge

Die Blaue Flagge (auch oft englisch Blue Flag, französisch Pavillon Bleu) ist ein Umweltzeichen aus dem Bereich des nachhaltigen Tourismus, das jedes Jahr an Strände an Küsten, Binnengewässer und Marinas vergeben wird, die in der vorangegangenen Saison Standards hinsichtlich Umweltbildung, Umweltmanagement, Dienstleistungsgüte und Wasserqualität eingehalten haben. Die Blaue Flagge wird von der Stiftung für Umwelterziehung an Strände in mehr als 40 Ländern in Europa, Südafrika, Neuseeland, Kanada und der Karibik vergeben.

## Vergabe
Damit ein Strand, ein Hafen oder eine Badestelle mit der Blauen Flagge ausgezeichnet wird, bedarf es zuvor einer Bewerbung durch die entsprechende Gemeinde. Daraufhin prüfen nationale und internationale Gremien, ob die erforderlichen Kriterien erfüllt sind. Die Vergabe erfolgt für eine Saison. Zusätzliche Kontrollbesuche sollen die Einhaltung der Kriterien sicherstellen. Bei Verstößen wird die Blaue Flagge entzogen.
Schätzungen zufolge kostet die Aufrechterhaltung der Zertifizierung jährlich einen fünfstelligen Betrag, so zum Beispiel in Irland ca. 40.000 Euro.

## Entwicklung des Programms
Die Idee, die Einhaltung von Umweltkriterien mit einer Blauen Flagge auszuzeichnen, entstand 1985 in Frankreich, wo sie ersten Küstengemeinden für die Abwasserbehandlung und ihre Badewasserqualität verliehen wurde. Die Blaue Flagge war damit eines der ersten Umweltgütesiegel im Tourismus. Im Jahr 1987 im Rahmen des Europäischen Jahres für die Umwelt begann die Stiftung für Umwelterziehung (Foundation for Environmental Education, kurz FEE) mit Unterstützung der Europäischen Kommission, die Kriterien auszuweiten und das Programm europaweit einzuführen. Ziel war es, die Einhaltung der europäischen Badegewässerrichtlinie (damals 76/160/EWG, inzwischen abgelöst durch 2006/7/EG) zu fördern. Zunächst entwickelte jedes Land seine eigenen Kriterien für die Blaue Flagge. Im Jahr 1992 verfassten die Teilnehmer einen gemeinsamen europäischen Kriterienkatalog. Ab 2001 nahmen erste Länder außerhalb Europas teil. Im Jahr 2006 entstand ein weltweit einheitlicher Kriterienkatalog für die Vergabe des Gütesiegels. Im Jahr 2007 nahmen über 3000 Strände und Marinas in über 40 Ländern an dem Programm teil. Das Programm kooperiert mit dem Umweltprogramm der Vereinten Nationen und der Welttourismusorganisation.

## Kriterien

### Kriterien für Strände

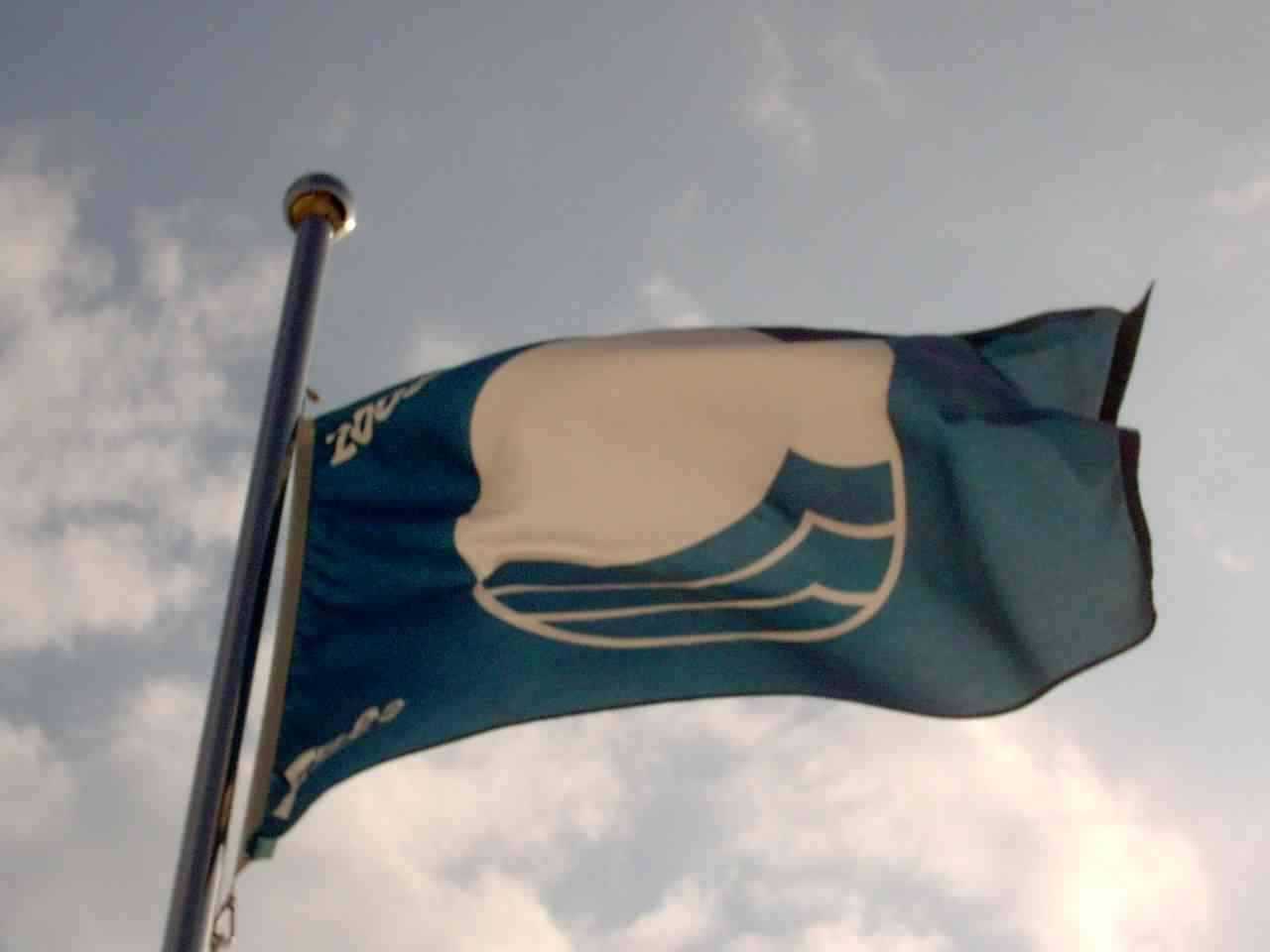
Die Blaue Flagge an einem Strand in Kroatien

Betreiber müssen für den Erhalt der Blauen Flagge zum Beispiel
1. Informationen über die Umwelt der Küstenzone, Badewasserqualität, Verhaltensregeln und das Programm „Blaue Flagge“ selbst ausstellen sowie Umweltaktivitäten anbieten,
2. Anforderungen und Standards zur Badewasserqualität und Behandlung von Abwässern einhalten: im Abstand von höchstens 30 Tagen eine Wasserprobe analysieren und nach spätestens einem weiteren Monat darüber informieren,
3. eine Kommission für das Strandmanagement einrichten, sich an rechtliche Bestimmungen halten, Standards zur Abfallentsorgung erfüllen,
4. die Präsenz von Rettungsschwimmern, Erste-Hilfe Material und den sicheren Zugang zum Strand gewährleisten sowie Notfallpläne vorsehen.

Wenn für einzelne Kriterien, zum Beispiel die Wasserqualität, höhere nationale Standards existieren, dann haben diese Vorrang.
Die Blaue Flagge wird oft als Aushängeschild bestimmter touristischer Regionen verwendet. Wird ein Strandgebiet mit der Flagge ausgezeichnet, soll das auf einen sehr hohen Standard der Sauberkeit des Badewassers und der umliegenden Natur hinweisen.

### Kriterien für Marinas
Die vier Hauptkriterien, die der Bewertung zugrunde gelegt werden, sind:
1. die von dem Hafenkonzessionär geleistete Öffentlichkeitsarbeit, durch welche das breite Publikum und die Nutzer des Hafens auf die Notwendigkeit von Umwelt- und Naturschutz aufmerksam gemacht und zu entsprechenden Handlungsweisen aufgefordert werden sollen;
2. die Planung und Gestaltung des Hafens und seines Umfeldes in Bezug auf Empfangs- und Hafeneinrichtungen sowie Sicherheit;
3. die Erhaltung der natürlichen Umgebung (Vorbeugung und Reduzierung von Umweltschäden, Abwasserentsorgung);
4. die Handhabung der Abfallentsorgung und der Reinigung des Hafens.

In den prämierten Häfen wird die Wasserqualität im Hafenbecken während der Saison durch regelmäßige Analysen kontrolliert und bekanntgegeben. Das aus der Entfernung sichtbare Zeichen für die Einhaltung bestimmter Qualitätsvorgaben ist die auf vollmast wehende blaue Flagge. Im Fall einer vorübergehenden Nichteinhaltung bestimmter Kriterien wird sie bis zur Behebung des entsprechenden Mangels auf halbmast gesetzt.

## Wirksamkeit
Zertifizierungssysteme für Strände, wie die Blaue Flagge, spielen eine wichtige Rolle, indem sie Strandmanager unterstützen, systematisch die Strand-Qualität zu verbessern und bestimmte Mindeststandards anzustreben. So hat die Blaue Flagge in Italien dazu beigetragen, dass Strandkommunen ihre Abfalltrennung verbesserten, Kläranlagen neu einrichteten oder verbesserten und weitere Zertifizierungen anstrebten.
Für Strandbesucher dagegen spielt die Blaue Flagge eine untergeordnete Rolle. Umfragen in Europa ergaben zwar, dass die Blaue Flagge im Vergleich zu anderen Umweltzeichen im Tourismus einen vergleichsweise hohen Bekanntheitsgrad von ca. 25–30 % hat. Bei der Entscheidung, einen bestimmten Strand zu besuchen, gaben aber nur 1–10 % der Befragten an, dass die Auszeichnung für sie zu den wichtigsten Entscheidungskriterien gehört hatte (die bei weitem wichtigsten Kriterien war die Sauberkeit des Strandes und Wassers, Sicherheit und Nähe des Strandes). Der Mehrheit der Befragten waren die Standards, deren Einhaltung die Blaue Flagge signalisieren soll, nicht genau bekannt.
Es gibt Zweifel an der Wirksamkeit der Standards zur Wasserqualität, einem Kernelement der Auszeichnung. In der Karibik wurden die Anforderungen an die Wasserqualität herabgesetzt, weil zu viel verunreinigtes Abwasser in das Meer gelangte. In Europa basieren die Kriterien auf dem Designated Bathing Area Status der EU – einem Standard, der bis 2008 von einzelnen Autoren als ungenügend und als von fast jedem Strand-Resort erfüllbar angesehen wurde. Mit der Richtlinie 2006/7/EG wurden die Anforderungen seitdem erhöht. In Südafrika wurden bei unabhängigen Proben am vierten Strand von Clifton, einem Vorort von Kapstadt, erhebliche Verunreinigungen mit Escherichia coli gefunden. Als Ursache wird Verbrauchswasser angenommen, das weitgehend ungereinigt über die Flüsse oder direkt ins Meer gelangt. Strände und Wasser sind abhängig von Strömung und Gezeiten zeitweise sehr durch Fäkalien verunreinigt. Die Autoren schätzen die von der Blauen Flagge festgelegten Zeitabstände zwischen Wasserproben als zu lang ein.